# 法扎奥馬爾法卡薩國家公園
8°42′N 0°43′E / 8.700°N 0.717°E

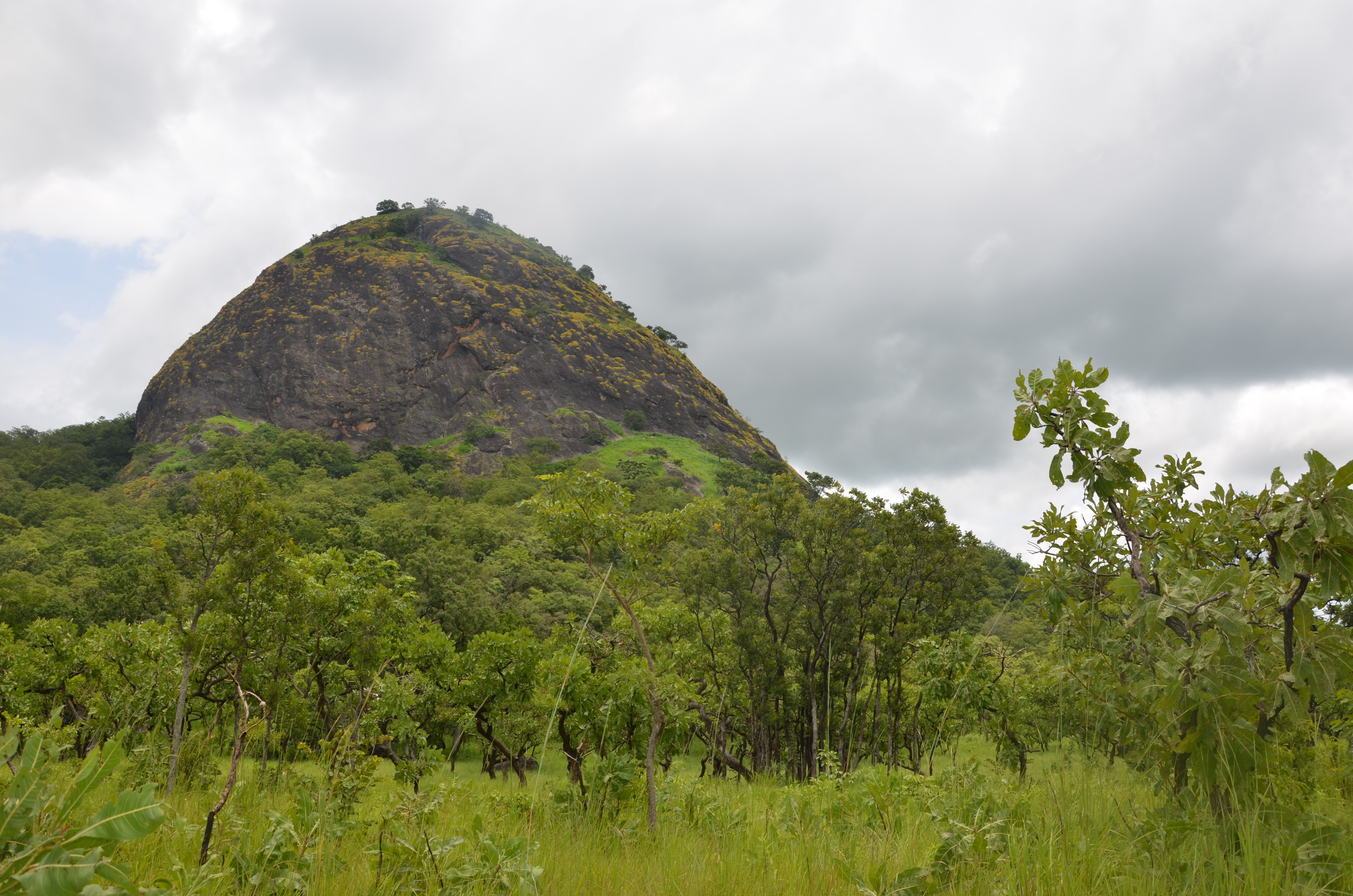

法扎奥馬爾法卡薩國家公園是多哥的國家公園，橫跨卡拉區和中部區，成立於1995年，面積1,920平方公里，有騮毛小羚羊、黃背小羚羊、灰小羚羊、水羚、赤羚、馬羚、侏羚等羚羊棲息。